# 尼斯佩倫山
76°47′S 161°48′E / 76.783°S 161.800°E
尼斯佩倫山（Mount Nespelen），是南極洲的山峰，位於維多利亞地的斯科特海岸，處於麥基冰川和弗賴冰川之間的本森冰川北岸，由英聯邦探險隊命名，現時由南極條約體系管理。